# Sobre as Ideias
Sobre as Ideias ou Das Ideias (em grego, Περὶ Ἰδεῶν, Peri Ideōn; mais conhecido pelo nome latino De Ideis) é uma obra de Aristóteles, na qual algumas críticas suas à Teoria das ideias de Platão estariam bem explicitadas, como o Argumento do terceiro homem. É uma obra dada como perdida, mas sua existência é atestada por referências de autores antigos e por fragmentos, inclusive uma longa passagem no Comentário ao primeiro livro da Metafísica de Aristóteles de Alexandre de Afrodísias é tomada como sendo uma transcrição de parte desta obra, embora essa suposição não seja unanimemente aceita entre estudiosos.

## Edição
Um longo fragmento se encontra no Comentário à Metafísica de Aristóteles escrito por Alexandre de Afrodísia, que foi editado em 1891 por M. Hayduck, para a série Commentaria in Aristotelem Graeca. Em 1975 Dieter Harlfinger elaborou uma edição mais completa, com exame de um manuscrito não disponível para Hayduck, além de coleção de passagens relacionadas e fragmentos.

## Traduções e estudos
- FINE, G. On Ideas: Aristotle's Criticism of Plato's Theory of Forms. Oxford: 1993.
- ZANATTA, M. Sulle idee. Introduzione. Testimonianze. Frammenti. In:_____. Aristotele: Frammenti. Opere logighe e filosofiche. 2010. p. 219-296. (Classici greci e latini, 241)